# Dotproject

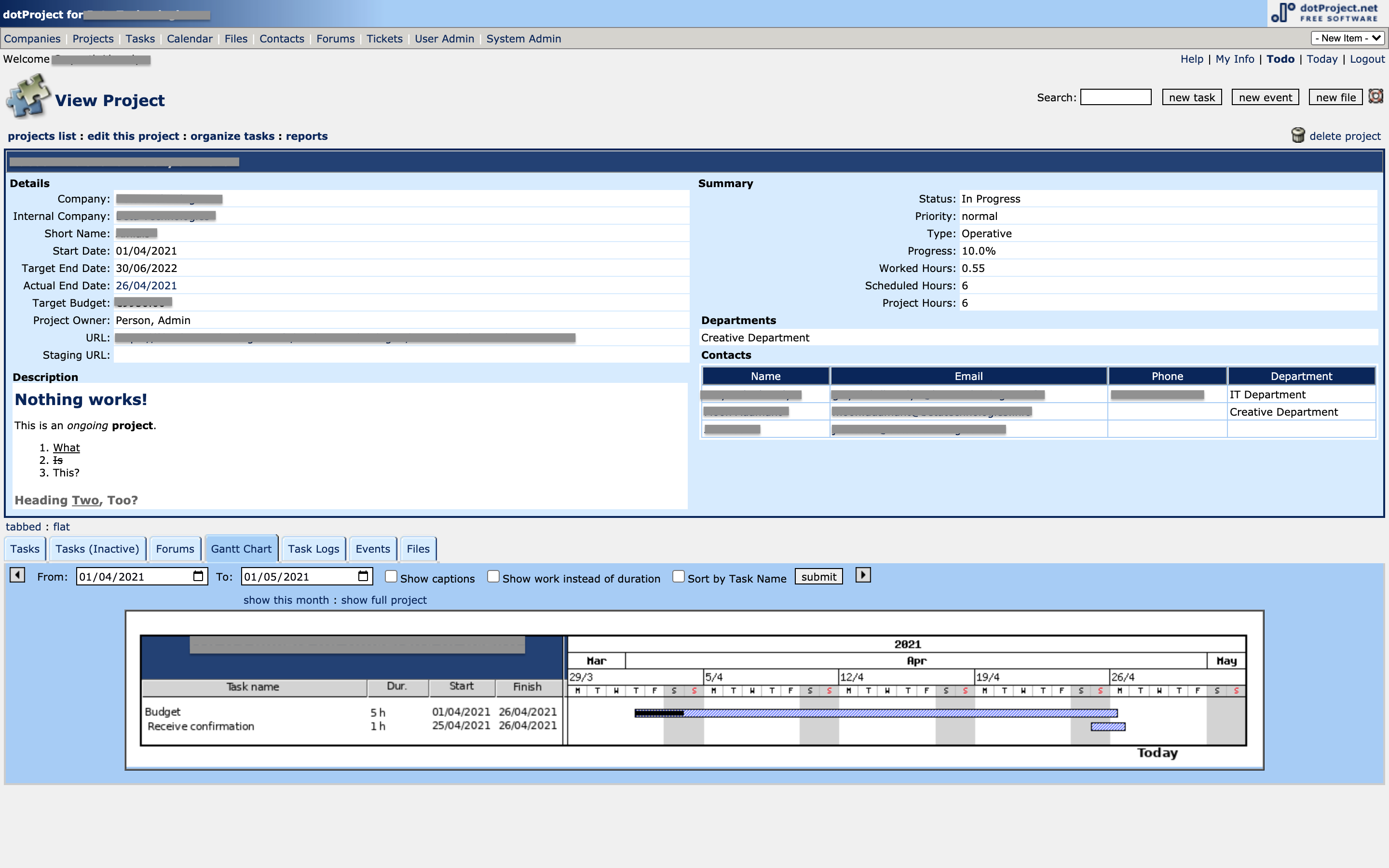
Exemple d'instal·lació de dotProject.

Dotproject és una eina opensource orientada a la gestió de projectes, l'administració de recursos per al desenvolupament d'un producte, la producció del qual requereix un conjunt d'activitats o tasques que es desenvolupin entre elles de forma paralela o independent.
Està desenvolupat en php, i requereix una base de dades MySQL.
Sistema operatiu: Linux, Windows, Mac.
Llicència:
1a versió: BSD
2a versió: GNU